# Dragonsfire
Dragonsfire ist eine deutsche Power-Metal-Band aus Riedstadt in Hessen.

## Bandgeschichte
Dragonsfire wurde 2005 von Peter Kalabis (Gesang), Thassilo Herbert (Gesang, Bass), Matthias Bludau (Gitarre), Thorsten Brand (Gitarre) und Jan Müller (Schlagzeug) gegründet. Herbert, Bludau und Brand waren vorher bereits gemeinsam in einer Power-Metal-Band namens Dark Fortress (nicht zu verwechseln mit Dark Fortress aus Landshut) aktiv. 2005 veröffentlichten sie das Demo Burning for Metal. 2006 stieg Sänger Peter Kalabis aus. Nachdem von Januar bis April 2007 mit Kathi Hessler eine Sängerin gefunden wurde, übernahm schließlich Bassist Herbert den Gesang. 2007 musste jedoch Thorsten Brand aus gesundheitlichen Gründen die Band verlassen und wurde schließlich durch Timo Rauscher ersetzt. In den Jahren nach dem ersten Demo spielte die Band trotz der Line-up-Probleme konstant live und schrieben neue Lieder. 2007 beschloss man, eine CD aufzunehmen.
Einen Plattenvertrag bekam die Band beim Independent-Label Pure Steel Records. Dort erschien im Dezember 2008 ihr Debütalbum Visions of Fire. Die Band spielte anschließend als Vorgruppe von Wizard, Mystic Prophecy und Cage, sowie eigene Gigs. 2010 folgte das Album Metal Service. 2011 verließ Gründungsmitglied Matthias Bludau die Band und wurde durch Oliver Brandt ersetzt. Am 13. April 2013 erschien die EP Speed Demon als Eigenproduktion über das neu gegründete Label TTH Media. Nach Abschluss der Studioaufnahmen gab Gitarrist Oliver Brandt seinen Austritt aus der Band bekannt. Er wurde durch Sebastian Bach ersetzt, der zuvor bei Minotaurus gespielt hat. 2014 veröffentlichten Dragonsfire ihre Single Cider Victims als Split-Vinyl zusammen mit der Koblenzer Heavy-Metal-Band Steelpreacher. Am 1. Januar 2015 wurde anlässlich des zehnjährigen Jubiläums die EP Metal X veröffentlicht. Nur sieben Tage später verstarb Sänger Thassilo Herbert.
Nach einer mehrmonatigen Pause kehrte die Band im Mai 2015 als Headliner auf dem ausverkauften Festival A Chance for Metal auf die Bühne zurück. Dieser Auftritt fand mit mehreren Gastsängern statt. Einer davon, Frank Richter, wurde schließlich als neuer Sänger vorgestellt. Seitdem ist auch Gründungsmitglied Matthias Bludau wieder, als einer von nunmehr drei Gitarristen, fester Bestandteil der Band. Im Frühjahr 2016 entschloss sich Frank Richter die Band zu verlassen. Die Rolle des Sängers und Bassisten übernahm im Oktober 2016 Tim Zahn. Ende 2016 wurde unter der neuen Besetzung die Single Back to Battle veröffentlicht.
Ende 2017 trennte sich die Band von Tim Zahn und präsentierte Peter „Scheter“ Schäfer als neuen Bassisten. Da zu diesem Zeitpunkt der Sänger fehlte, entschlossen sich die Bandmitglieder die noch ausstehenden Shows selbst zu singen. Durch eine Empfehlung von Schäfer wurde man auf Dennis Ohler aufmerksam, der zu Beginn des Jahres 2018 die Rolle des Sängers übernahm. Im selben Jahr gab die Band bekannt, dass sie zusammen mit Steelpreacher und Secutor am 29. Dezember 2018 eine Live-DVD im JUZ Live Club Andernach aufnehmen werden. Diese DVD wurde im Mai 2019 unter dem Titel Masters Of The Underground veröffentlicht. Anfang 2021 hat die Band mit Hungry Beast einen neuen Song angekündigt, der im Mai veröffentlicht werden soll. Doch noch vor der Veröffentlichung gab Gründungsmitglied Jan Müller seinen Ausstieg aus der Band bekannt. Die darauffolgende Show auf dem Steelpreacher Festival wurde mit Sandro „The Wicked“ am Schlagzeug gespielt, der daraufhin als neuer Drummer vorgestellt wurde.

## Musikstil
Dragonsfire spielen Power Metal/Speed Metal im Stile von Bands wie Manowar, Iron Maiden, Motörhead und Grave Digger. Ihr Stil wird gelegentlich als „Old School Metal“ oder als „True Metal“ bezeichnet, die Band selbst bevorzugt schlicht „Heavy Metal“. Die Texte sind gewollt voll der üblichen Metal-Klischees, jedoch durchaus bewusst ironisch und humoristisch verpackt. Der Gesang von Sänger Herbert ist Power-Metal-untypisch etwas rauer, im Stile von Motörhead und Sabaton gehalten. Markenzeichen der Band ist eine überdimensional große „Pommesgabel“ als Anspielung auf das Handzeichen Mano cornuta, die bei Liveauftritten verwendet wird, aber auch als Logo zum Einsatz kommt.

## Diskografie
- 2005: Burning for Metal (Eigenproduktion)
- 2008: Visions of Fire (Pure Steel Records)
- 2010: Metal Service (Pure Steel Records)
- 2013: Speed Demon (EP, TTH Media)
- 2014: Cider Victims (Split Vinyl, FTWCTP-Records)
- 2015: Metal X (EP, TTH Media)
- 2015: Speed Demon / Metal X (Doppel Vinyl, Pure Steel Records)
- 2016: Back to Battle (Single)
- 2019: Masters Of The Underground (Live-DVD, ACFM-Records)
- 2021: Hungry Beast (Single, ACFM-Records)